# THE YELLOW MONKEY
THE YELLOW MONKEY(옐로우 몽키)은 일본의 록 밴드이다.
이 밴드는 1970년대의 영국 록로부터 큰 영향을 받았으며 이 밴드의 대표 곡 중 하나인 〈Jam〉는 〈All the Young Dudes〉 (데이비드 보위/모트 더 후플) 같은 로큰롤 찬가를 지향한 노래이다.
1998년부터 1999년 콘서트 투어 〈PUNCH DRUNKARD TOUR〉의 이듬해, 그들은 해산에 대해 언급했다. 〈PUNCH DRUNKARD TOUR〉에서는 음향 스탭이 무대 바닥에 추락사했다. 이 밴드는 2001년 초에 활동을 정지했으며 2004년 7월 7일 해산했다가 15년이 지난 후 재결성했다.
재결성 후 다큐멘터리 《열정: 옐로우 몽키 밴드 이야기 / Vibration》은 2017년 부산국제영화제 〈와이드 앵글〉에서 세계 최초로 상영되었다. 밴드 멤버 4명과 영화 감독은 이 상영회의 게스트였다.

## 구성원
- Kazuya "Lovin" Yoshii (요시이 카즈야 / 吉井 和哉, 1966년 10월 8일 ~)
보컬, 기타. 그의 아버지는 떠돌이 연예인이었다. 그러나 그의 아버지는 가족을 부양하기 위해 예능계를 그만두고 철공소에서 일했다. 1971년, 아버지는 작업 도중 추락하여 결국 사망했다.
- Hideaki "Emma" Kikuchi (키쿠치 히데아키 / 菊地 英昭, 1964년 12월 7일 ~)
기타. 니혼 대학 문리학부를 졸업했다. 드럼 담당인 Annie는 친동생이다.
- Youichi "Heesey" Hirose (히로세 요이치 / 廣瀬 洋一, 1963년 4월 19일 ~)
베이스. 니혼 대학 경제학부를 중퇴했다. 그는 진 시먼스를 존경하고 있다.
- Eiji "Annie" Kikuchi (키쿠치 에이지 / 菊地 英二, 1967년 6월 6일 ~)
드럼. 주오 대학 이공학부를 졸업했다. 기타리스트 Emma는 친형이다.

## 음반 목록

### 앨범
- 《Bunched Birth》 (1991년 7월 21일)
- 《The Night Snails and Plastic Boogie》 (1992년 6월 21일)
- 《Experience Movie》 (1993년 3월 1일)
- 《Jaguar Hard Pain》 (1994년 3월 1일)
- 《Smile》 (1995년 2월 1일)
- 《Four Seasons》 (1995년 11월 1일)
- 《Sicks》 (1997년 1월 22일)
- 《Punch Drunkard》 (1998년 3월 4일)
- 《8》 (2000년 7월 26일)

### 싱글
- 〈Romantist Taste〉 (1992년 5월 21일)
- 〈Avant-garde de Ikouyo〉 (アバンギャルドで行こうよ) (1993년 3월 1일)
- 〈Kanashiki Asian Boy〉 (悲しきASIAN BOY) (1994년 2월 21일)
- 〈Tropical Night〉 (熱帯夜) (1994년 7월 21일)
- 〈Love Communication〉 (1995년 1월 21일)
- 〈Nagekunari Waga Yoru no Fantasy〉 (嘆くなり我が夜のFantasy) (1995년 3월 1일)
- 〈Mermaid of Reminiscence〉 (追憶のマーメイド) (1995년 7월 21일)
- 〈Taiyō ga Moeteiru〉 (太陽が燃えている) (1995년 9월 30일)
- 〈Jam/Tactics〉 (1996년 2월 29일)
더블A면 싱글. 〈Jam〉은 THE YELLOW MONKEY의 찬가. 〈Tactics〉은 TV 애니메이션 《바람의 검심》의 엔딩곡으로 타이업되었으며 각국의 버전도 있다 (김동식, Lex Lang, Ricardo Silva등).
- 〈Spark〉 (1996년 7월 10일)
- 〈Rakuen〉 (楽園) (1996년 11월 25일)
약물송. 그러나 2016년 다시 모였을 때, THE YELLOW MONKEY은 4명 전원 이미 금연했다.
- 〈Love Love Show〉 (1997년 4월 19일)
- 〈Burn〉 (1997년 7월 24일)
- 〈Kyūkon〉 (球根) (1998년 2월 4일)
- 〈Don't Leave Me〉 (離れるな) (1998년 6월 3일)
- 〈Sugar Fix〉 (1998년 8월 21일)
영어 가사.
- 〈My Winding Road〉 (1998년 10월 21일)
- 〈So Young〉 (1999년 3월 3일)
- 〈Barairo no Hibi〉 (バラ色の日々) (1999년 12월 8일)
- 〈Seinaru Umi to Sunshine〉 (聖なる海とサンシャイン) (2000년 1월 26일)
- 〈Shock Hearts〉 (2000년 4월 5일)
- 〈Pearl〉 (パール) (2000년 7월 12일)
- 〈Brilliant World〉 (2000년 11월 1일)
- 〈Primal.〉 (プライマル。) (2001년 1월 31일)
- 〈Romantist Taste 2012〉 (2012년 10월 10일)
- 〈Suna no Tou〉 (砂の塔) (2016년 10월 19일)

## 수상
- 2016년 MTV 비디오 뮤직 어워드 재팬 〈Inspiration Award Japan〉수상
- 2016년 일본유선대상 〈특별상〉수상
- 2016년 일본 레코드 대상 〈특별상〉수상
- 2017년 SPACE SHOWER MUSIC AWARDS 〈BEST RESPECT ARTIST〉수상